# Poecilopsis heslopi
Poecilopsis heslopi är en fjärilsart som beskrevs av Harrison. Poecilopsis heslopi ingår i släktet Poecilopsis och familjen mätare. Inga underarter finns listade i Catalogue of Life.